# Selecció catalana de rugbi XIII
La selecció catalana de rugbi XIII és el combinat esportiu de rugbi a 13 que competeix internacionalment representant l'Associació Catalana de Rugby Lliga, amb el reconeixement oficial de la Federació Europea de Rugbi Lliga (RLEF) des del mes d'agost de 2008.
Els primers partits de la selecció catalana van ser l'any 2008 al Campionat francès interlligues en modalitat abreujada i el dia de les seleccions catalanes a Girona. El primer partit contra una selecció absoluta va ser contra el Marroc a Perpinyà i posteriorment va jugar contra la República Txeca a l'Estadi Olímpic Lluís Companys en la prèvia d'un partit dels Dragons Catalans.
El debut en competició oficial va ser el 4 de juliol de 2009 a l'Euro Med Challenge Cup davant el Marroc, a Torroella de Montgrí. L'any 2010 va disputar un partit amistós amb la República Txeca a Praga, amb victòria catalana per 16 a 66.
| Modalitat abreujada al campionat francès interlligues |                     |          |                     |                         |
| Data                                                  | Rival               | Resultat | Seu                 | Competició              |
| 20/01/2008                                            | Llenguadoc-Rosselló | 0-24     | St. Llorenç Salanca | C. francès interlligues |
| 27/01/2008                                            | Provença-Alps       | 4-14     | St. Llorenç Salanca | C. francès interlligues |
| 27/01/2008                                            | Illa de França      | 14-26    | St. Llorenç Salanca | C. francès interlligues |

| Data       | Seu                  |                 | Resultat |                 | Competició         |
| ---------- | -------------------- | --------------- | -------- | --------------- | ------------------ |
| 07/06/2008 | Girona               | França Univ.    | 64-18    | Catalunya       | Amistós            |
| 21/06/2008 | Perpinyà             | Catalunya       | 12-62    | Marroc          | Amistós            |
| 20/06/2009 | Barcelona            | Catalunya       | 52-10    | República Txeca | Amistós            |
| 04/07/2009 | Torroella de Montgrí | Catalunya       | 6-29     | Marroc          | Euro Med Challenge |
| 25/07/2009 | Wavre (Bèlgica)      | Bèlgica         | 28-22    | Catalunya       | Euro Med Challenge |
| 10/07/2010 | Praga (Rep. Txeca)   | República Txeca | 16-66    | Catalunya       | Amistós            |